# 부일장학회
부일장학회(釜日奬學會)는 1958년 동양척식 출신 부산최고갑부이자, 기업인이자 언론인인 김지태가 자신의 재산으로 만든 장학회로 그는 삼화고무, 진양고무, 조선견직과 부산일보 등을 운영했으며 2, 3대 국회의원도 지냈다. 그는 1962년 중앙정보부(국정원의 전신)에 의해 강제로 부일장학회를 국가에 헌납하게 되고 부일장학회는 해체되었다. 국가에 헌납했다던 부일장학회를 이어받은 정수장학회는 현재 박근혜 측근이 이사장을 맡고 있다.

### 정수장학회 반환 소송
박정희 정권이 만든 5.16 장학회(82년 정수장학회로 명칭이 변경 됨)은 1961년 김지태가 헌납한 부산일보, 한국문화방송, 부산문화방송(MBC)이 모태가 되어 만들어진 것이 분명한 사실이다. 김지태의 유족들은 정수장학회가 김지태가 1958년 설립한 부일장학회의 재산을 모태로 만들어졌음을 주장하며 국가를 상대로 주식반환소송을 걸었다. 이 때문에 18대 대선 당시 정수장학회 장물논쟁이 벌어졌다.
그러나 김지태의 부일장학회는 애초에 이름만 있지 형체가 없는 소규모 단체에 지나지 않았다. 기본적으로 장학재단을 설립하려면 문교부의 인가를 받아야 하며, 기본 재산 보유가 필수적인 설립 요건인데, 부일장학회는 공익재단으로 설립허가를 받은 적도 없고 기본재산 또한 단 한푼도 없었기 때문이다. 이는 곧 부일장학회라는 비영리법인은 법적으로 존재하지 않았음을 뜻한다. 거기다 정수장학회가 김지태가 100% 전부를 기부한 것은 아니다. 현 정수장학회 재산의 15.96%만 김지태가 기부하고, 나머지는 이병철 삼성그룹 회장, 박흥식 화신산업 사장 등 국내기업인과 일반국민, 재미교포 등이 기부한 기금이다. 여기에 석호필박사 같은 친한파 외국인들이 기부한 자금도 자료를 통해 알 수 있다.
김지태의 유족들은 박정희가 5.16 쿠데타 거사자금으로 500만 환을 김지태에게 요청한 것에 거절당한 앙심을 품고 재산을 빼앗겼다고 주장하고 있다. 그런데 김지태는 1976년 '나의 이력서'라는 자서전을 냈는데, 여기엔 박정희나 그 세력이 혁명거사자금을 요청했다는 내용이 없다. 오히려 이 책에는 박정희의 친필 휘호와 같이 찍은 사진이 첨부되어있다.
국가정보원 과거사건진실규명을 통한발전위원회는 2005년 7월 22일 부일장학회(현 정수장학회) 헌납과 경향신문 매각 의혹 사건 조사 결과를 발표했다.
- 첫째, 박정희 국가 재건 최고회의 의장의 지시에 의해 수사되었음이 당시 중앙정보부 지부장이었던 박용기씨의 진술에서 확인되었으며,
- 둘째, 62년 6월 20일 김지태가 구속상태에서 강압에 의해 작성된 기부승낙서에 서명을 했으나 이마저도 구속 중 기부의 의혹을 지우기 위해 석방 이후인 6월 30일로 변조되었음이 국립과학수사연구소의 필적감정에 의해 확인되었으며,
- 셋째, 박정희 최고회의 의장의 대구사범 동기인 부산일보 주필 황용주의 석방을 빌미로한 김지태에 대한 재산포기 종용이 사실로 밝혀졌으며,
- 넷째, 경향신문의 매각과정에서도 중앙정보부장 김형욱을 앞세워 몇 번의 간첩사건을 통해 압력을 행사하였음이 확인되었으며,
- 다섯째, 일련의 과정 속에 중앙정보부와 국가재건 최고회의를 비롯한 국가 주요기관의 조직적이고 치밀한 계획 하에 이루어졌음이 국가기관에 의해 최초로 사실로 규명되었다.

2007년 5월 29일 진실 화해를 위한 과거사위원회는 5.16 군사쿠데타로 집권한 정부가 정수장학회(옛 부일장학회) 재산을 강탈했다고 결론내렸다. 1962년 부산의 실업가 김지태 씨가 토지와 문화방송 주식 등 재산을 국가에 헌납한 것은 구속 수사 등 국가권력의 강압 때문이었다고 판단했다. 과거사위원회는 국가가 김 씨 유족에게 사과하고 헌납받은 재산도 반환하라고 권고했다.
진실규명 결정을 받은 김씨의 유가족들은 2010년 6월에 법원에 정수장학회와 국가를 상대로 낸 주식양도 등 청구소송을 냈다. 김씨 측은 "박 전 대통령이 사망하고 난 이후 1980년에 토지 반환청구 의사를 표시했고, 과거사정리위원회의 진실규명 결정을 송달받은 이후 손해배상을 청구한 것이므로 공소시효가 남아있다"고 주장했다.
하지만 부산에서 진행된 소송에서 1·2심 재판부는 모두 "김 씨가 강박으로 인해 스스로 의사결정을 할 수 있는 여지를 ‘완전히’ 박탈당한 상태에서 토지를 헌납했다고 보기는 어렵다"며 "증여의 의사표시는 강박을 이유로 취소할 수 있지만 김씨가 주식을 증여한 1962년 6월 20일부터 10년이 경과할 때까지 증여 행위를 취소했다고 볼 증거가 없으므로 취소권은 이미 소멸했다"고 밝혔다. (사건번호: 2010가합56697) 대법원은 2014년 2월 13일 김지태씨 장남 영구 씨를 비롯한 유가족 6명이 정수장학회와 국가를 상대로 낸 주식양도 등 청구소송 상고심에서 심리불속행 기각 결정을 내렸다.
즉, 군사정부 시절 이루어진 김지태의 개인 재산 기부는 (박정희 정부 및 중앙정보부의 ‘강압’이 일부 있었다 할지언정) 증여 행위 취소를 요청하지 않았기 때문에 '완전한 강탈'은 아니라는 것이 재판부의 공식 판결이며, 김지태 본인이 구속상태를 면하기 위해서 군사정부와 협상을 벌인 결과로 해석할 수 있을 것이다.

## 같이 보기
- 정수장학회
- 국가재건최고회의